# Contea di Vermillion (Indiana)
La contea di Vermillion (in inglese Vermillion County) è una contea dello Stato dell'Indiana, negli Stati Uniti. La popolazione al censimento del 2010 era di 16 212 abitanti. Il capoluogo di contea è Newport.